# Atelognathus reverberii
Espèce
Synonymes
- Telmatobius reverberii Cei, 1969

Statut de conservation UICN

 VU B1ab(iii,v) : Vulnérable
Atelognathus reverberii est une espèce d'amphibiens de la famille des Batrachylidae.

## Répartition
Cette espèce est endémique de la Meseta de Somuncurá, un plateau basaltique isolé dans la province de Río Negro en Argentine. Elle se rencontre dans cinq lagunes entre 1 000 et 1 200 m d'altitude en Patagonie.

## Étymologie
Cette espèce est nommée en l'honneur d'Oscar Valentin Reverberi.

## Publication originale
- Cei, 1969 : The Patagonian Telmatobiid Fauna of the Volcanic Somuncura Plateau of Argentina. Journal of Herpetology, vol. 3, no 1/2, p. 1-18.